# هان جی مین
هان جی مین (کره‌ای: 한지민؛ زادهٔ ۵ نوامبر ۱۹۸۲) بازیگر اهل کره جنوبی است. پس از نقش‌های جزئی در آل این و جواهری در قصر، او در مجموعه تلویزیونی رستاخیز (۲۰۰۵) ایفای نقش کرد. هان سپس نقش اصلی در درام‌های ایسان و شاهزاده زیرشیروانی، همسر آشنا، نور چشمانت و غم‌های ما ایفا کرد.

## فیلم‌شناسی

### فیلم
| سال  | عنوان                         | نقش          | توضیحات                | منابع  |
| ---- | ----------------------------- | ------------ | ---------------------- | ------ |
| ۲۰۰۵ | اجرای ۱، فصل ۲                | تنها صدا     | فیلم کوتاه انیمیشن     | [ ۱ ]  |
| ۲۰۰۵ | پرستو آبی                     | لی جونگ هی   |                        |        |
| ۲۰۰۷ | کات                           | سون هوا      |                        | [ ۲ ]  |
| ۲۰۱۱ | کارآگاه کی: راز بیوه با فضیلت | هان گک جو    |                        | [ ۳ ]  |
| ۲۰۱۲ | یادداشت پایانی                |              | راوی، نسخه طراحی جهانی | [ ۴ ]  |
| ۲۰۱۴ | پلن من                        | یو سو جونگ   |                        | [ ۵ ]  |
| ۲۰۱۴ | برخورد مرگبار                 | ملکه جونگ‌سون |                        | [ ۶ ]  |
| ۲۰۱۵ | فروشگاه جانگ-سو               | کیم مین جونگ |                        | [ ۷ ]  |
| ۲۰۱۶ | عصر سایه‌ها                    | یون گه سون   |                        | [ ۸ ]  |
| ۲۰۱۷ | دو پرتو بینایی                | سو یونگ      | فیلم کوتاه             | [ ۹ ]  |
| ۲۰۱۸ | کلیدی برای دل                 | هان گا یول   |                        | [ ۱۰ ] |
| ۲۰۱۸ | داستان او                     | معلم         | حضور افتخاری           | [ ۱۱ ] |
| ۲۰۱۸ | خانم بک                       | بک سانگ آه   |                        | [ ۱۲ ] |
| ۲۰۱۸ | دیفالت                        |              | حضور افتخاری           | [ ۱۳ ] |
| ۲۰۲۰ | ژوزه                          | ژوزه         |                        | [ ۱۴ ] |
| ۲۰۲۱ | یک پایان سال رنگارنگ          | پارک سو جین  | فیلم تیوینگ            | [ ۱۵ ] |

### مجموعه تلویزیونی
| سال  | عنوان              | نقش                   | توضیحات                | منابع         |
| ---- | ------------------ | --------------------- | ---------------------- | ------------- |
| ۲۰۰۳ | آل این             | جوانی مین سو یون      |                        |               |
| ۲۰۰۳ | انسان خوب          | اوه سون جونگ          |                        | [ ۱۶ ]        |
| ۲۰۰۳ | جواهری در قصر      | شین بی                |                        |               |
| ۲۰۰۴ | دژا وو             | سو یون                | دراما سیتی             |               |
| ۲۰۰۵ | حافظه              | سو کیونگ              | دراما سیتی             |               |
| ۲۰۰۵ | رستاخیز            | سو اون‌ها              | دراما سیتی             |               |
| ۲۰۰۶ | گرگ                | هان جی سو             |                        |               |
| ۲۰۰۶ | میراث بزرگ         | یو می-ره              |                        | [ ۱۷ ]        |
| ۲۰۰۶ | سوپر روکی رنجر     | گونگ جو یون           |                        | [ ۱۸ ]        |
| ۲۰۰۷ | رسوایی پایتخت      | نا یو کیونگ           |                        | [ ۱۹ ]        |
| ۲۰۰۷ | ایسان              | سونگ سونگ یون         |                        | [ ۲۰ ]        |
| ۲۰۰۹ | هابیل و قابیل      | اوه یونگ جی           |                        | [ ۲۱ ]        |
| ۲۰۱۱ | پادام پادام        | جونگ جی نا            |                        | [ ۲۲ ] [ ۲۳ ] |
| ۲۰۱۲ | شاهزاده زیرشیروانی | پارک‌ها / هونگ بو یونگ |                        | [ ۲۴ ]        |
| ۲۰۱۵ | هاید، جکیل و من    | جانگ هانا             |                        | [ ۲۵ ]        |
| ۲۰۱۶ | حسادت آشکار        | دکتر هان جی مین       | حضور افتخاری (قسمت ۱۱) | [ ۲۶ ]        |
| ۲۰۱۸ | همسر آشنا          | سو وو جین             |                        | [ ۲۷ ]        |
| ۲۰۱۹ | نور چشمانت         | کیم هه جا             |                        | [ ۲۸ ]        |
| ۲۰۱۹ | یک شب بهاری        | لی جونگ این           |                        | [ ۲۹ ]        |
| ۲۰۲۲ | غم‌های ما           | لی یونگ اوک           |                        | [ ۳۰ ]        |
| ۲۰٢٣ | پشت لمس تو         | بونگ یه بون           |                        |               |
| ۲۰۲۵ | کشف عشق            | کانگ جی یون           |                        |               |

## جوایز و نامزدی‌ها
| سال  | جایزه                                | Category                                         | Nominated work                                       | نتیجه    |
| ---- | ------------------------------------ | ------------------------------------------------ | ---------------------------------------------------- | -------- |
| ۲۰۰۴ | KBS Drama Awards                     | Best Actress in a One-Act/Drama Special          | Déjà vu                                              | برنده    |
| ۲۰۰۵ | KBS Drama Awards                     | بهترین بازیگر زن جدید                            | <centerResurrection (2005 TV series)\|Resurrection]] | برنده    |
| ۲۰۰۵ | KBS Drama Awards                     | جایزه بهترین زوج با Uhm Tae-woong                | <centerResurrection (2005 TV series)\|Resurrection]] | برنده    |
| ۲۰۰۶ | 43rd جایزه ناقوس بزرگ                | بهترین بازیگر زن جدید                            | Blue Swallow]]                                       | نامزدشده |
| ۲۰۰۷ | 28th جایزه فیلم اژدهای آبی           | Best New Actress                                 | The Cut                                              | نامزدشده |
| ۲۰۰۷ | MBC Drama Awards                     | جایزه عالی‌ترین بازیگر زن                         | ایسان                                                | برنده    |
| ۲۰۰۷ | KBS Drama Awards                     | جایزه عالی‌ترین بازیگر زن                         | Capital Scandal                                      | برنده    |
| ۲۰۰۷ | KBS Drama Awards                     | Netizen Award, Actress                           | Capital Scandal                                      | برنده    |
| ۲۰۰۷ | KBS Drama Awards                     | جایزه بهترین زوج با کانگ جی هوان                 | Capital Scandal                                      | برنده    |
| ۲۰۰۸ | 44th جایزه هنری پاکسانگ              | Best Actress (TV)                                | Capital Scandal                                      | نامزدشده |
| ۲۰۰۹ | Ministry of Health and Welfare       | Minister's Commendation                          | —                                                    | برنده    |
| ۲۰۱۱ | 6th Asia Model Festival Awards       | BBF Popular Star Award                           | —                                                    | برنده    |
| ۲۰۱۲ | 46th Taxpayer's Day                  | Presidential Commendation as Exemplary Taxpayer  | —                                                    | برنده    |
| ۲۰۱۲ | 6th Mnet 20's Choice Awards          | 20's Female Drama Star                           | Rooftop Prince                                       | برنده    |
| ۲۰۱۲ | 7th Seoul International Drama Awards | Outstanding Korean Actress                       | Rooftop Prince                                       | برنده    |
| ۲۰۱۲ | 5th Korea Drama Awards               | Top Excellence Award, Actress                    | Rooftop Prince                                       | برنده    |
| ۲۰۱۲ | 1st K-Drama Star Awards              | Excellence Award, Actress                        | Padam Padam                                          | برنده    |
| ۲۰۱۲ | SBS Drama Awards                     | Top Excellence Award, Actress in a Drama Special | Rooftop Prince                                       | برنده    |
| ۲۰۱۲ | SBS Drama Awards                     | Top 10 Stars                                     | Rooftop Prince                                       | برنده    |
| ۲۰۱۲ | SBS Drama Awards                     | Best Couple Award with Park Yuchum               | Rooftop Prince                                       | برنده    |
| ۲۰۱۷ | ۵۳مین مراسم اهدای جوایز هنری بکسانگ  | بهترین بازیگر نقش فرعی زن                        | عصر سایه‌ها                                           | نامزدشده |
| ۲۰۱۷ | ۵۳مین مراسم اهدای جوایز هنری بکسانگ  | محبوب‌ترین بازیگر زن                              | عصر سایه‌ها                                           | نامزدشده |